# Icosagon

Icosagon regulat

În geometrie, un icosagon este un poligon cu 20 de laturi (și 170 de diagonale). Dacă are toate laturile și toate unghiurile egale, el se numește icosagon regulat. Un unghi interior al unui icosagon regulat are 162°, un unghi la centru are 18°. Suma unghiurilor interioare este de 3240°, suma unghiurilor la centru este de 360°. Un icosagon regulat poate fi construit utilizând numai rigla și compasul.